# Unidad Especial Supresora Antiterrorista
La Unidad Especial Supresora Antiterrorista (abreviada como E.K.A.M. por sus siglas en griego de Ειδική Κατασταλτική Αντιτρομοκρατική Μονάδα - Eidiki Katastaltiki Antitromokratiki Monada) es la unidad griega de lucha contra el terrorismo de la policía helénica. Es la parte más distinguida de la Policía Helénica. Se formó en 1978 cuando se crearon dos unidades antiterroristas dentro de las dos divisiones policiales que existían entonces (Gendarmería Helénica y Policía de las Ciudades), que se unieron en un solo cuerpo en 1984, la Policía Helénica. Al principio, la Unidad tenía solo 150 hombres, pero cuando Grecia se convirtió en el país anfitrión de los Juegos Olímpicos de 2004, su número aumentó a 200 después de revaluar las necesidades de la magnitud del evento.

## Entrenamiento
La fuerza EKAM tiene su base en Atenas, pero tiene varios destacamentos repartidos por las principales ciudades de Grecia. Cada oficial es un miembro de tiempo completo que debe tener al menos cinco años en la fuerza antes de que se le permita hacer la prueba. Muchos reciben entrenamiento de la Escuela de Guardabosques del Ejército Griego antes de pasar a la escuela de la policía contra el terrorismo.
La E.K.A.M. sigue un programa de capacitación de tres meses cada año. Para su formación se utilizan instalaciones especialmente diseñadas. La capacitación también puede tener lugar en otros lugares, como edificios en áreas urbanas o rurales (habitadas o no), el Aeropuerto Internacional de Atenas, la infraestructura del puerto del Pireo, el sistema ferroviario helénico, el metro de Atenas. También se pueden utilizar otros lugares que se hayan decidido como adecuados para cubrir sus necesidades formativas. La Unidad está en constante cooperación con otras Unidades Especiales en el exterior como el FBI, SAS y Garda Síochána a través de la Red ATLAS.

## Operaciones
La E.K.A.M. a opera en toda Grecia y en el extranjero siempre que se considera necesario. Ha enfrentado desafíos como situaciones de rehenes y ha contribuido a la detención de muchos criminales peligrosos. La EKAM jugó un papel clave en el desmantelamiento de las organizaciones terroristas Organización Revolucionaria 17 de Noviembre y Lucha Revolucionaria. En marzo de 2003, se enfrentó con éxito a un incidente en un avión turco que fue secuestrado mientras volaba de Estambul a Ankara (vuelo n.°160) y terminó en el aeropuerto internacional de Atenas por orden del secuestrador. En una operación exitosa, la Unidad asaltó el avión y arrestó al secuestrador incapacitándolo con una pistola Taser y liberando a todos los rehenes de manera segura.

### Tipos de operaciones
- Respuesta ante situaciones de rehenes
- Detenciones de alto riesgo
- Escolta VIP de alto riesgo
- W.M.D (Armas de destrucción masiva)
- (C.B.R.N) situación de rehenes, respuesta de intrusión
- Operaciones especiales antiterroristas y operaciones contra el crimen organizado en colaboración con las Fuerzas de Seguridad Helénicas
- Operaciones de rescate, incluidos desastres físicos, en cooperación con el Cuerpo de bomberos.

## Equipamiento

### Pistolas
- Glock 21 .45 ACP[6]
- SIG Sauer P226 .357 SIG
- FN Five-seveN FN 5.7×28mm
- Ruger GP100 .357 Magnum

### Subfusiles
- Heckler & Koch MP5 9x19 mm Parabellum usando comúnmente las variantes MP5A3, MP5A4, MP5A5, MP5SD, MP5k y MP5k[6]
- Heckler & Koch UMP
- FN Herstal FN P90 FN 5.7×28mm
- FN Herstal Uzi 9x19 mm Parabellum

### Escopetas
- Benelli M4 Super 90[6]
- Remington 870
- Vepr-12

### Fusiles de Asalto
- Colt M16A4 5,56 × 45 mm OTAN[6]
- Colt M16A2 5,56 × 45 mm OTAN
- Colt M4A1
- Heckler & Koch G3A3
- Izmash AK-74 7,62 × 39 mm

### Ametralladoras Ligeras
- FN Herstal MAG 7,62 × 51 mm OTAN[6]

### Rifles de Francotirador
- Heckler & Koch G3A3ZF  Con visor Karl Zeiss 10x42[6]
- Accuracy International Arctic Warfare  con municiones 7,62 × 51 mm OTAN and .338 Lapua Magnum montados con miras Schmidt and Bender 3-12x50
- Knight's Armament Company SR-25
- Rifles de francotirador Kefefs (fabricados en Grecia)

Todos los rifles de francotirador anteriores también pueden equiparse con un dispositivo especial de visión nocturna.